# 温石棉
温石棉， 又称白石棉，是最常见的石棉形式 ，约占美国石棉的95%，在其他国家也有类似的比例。它是一种软的，纤维状硅酸盐矿物， 属于蛇纹石亚属中的一种；因此，它有别于角闪石属中的其他石棉矿物。 其理想化学式是 Mg3(Si2O5)(OH)4。 该材料的物理特性使其适合于在建筑材料中使用，但当分散到空气中并被吸入时会造成严重的健康风险。

## 同质异行体
温石棉有三个已知的同质异形体。 分别是Clinochrysotile，Orthochrysotile和Parachrysotile。 它们之间很难区分，通常需要通过使用偏振光显微镜才能分辨。 早期的的出版物将温石棉看作是一组矿物质（包括不同物质）， 而在2006年，国际矿物学协会建议把温石棉看作是一种矿物质，而它以不同的天然形态（同质异行体）存在。

## 物理特性

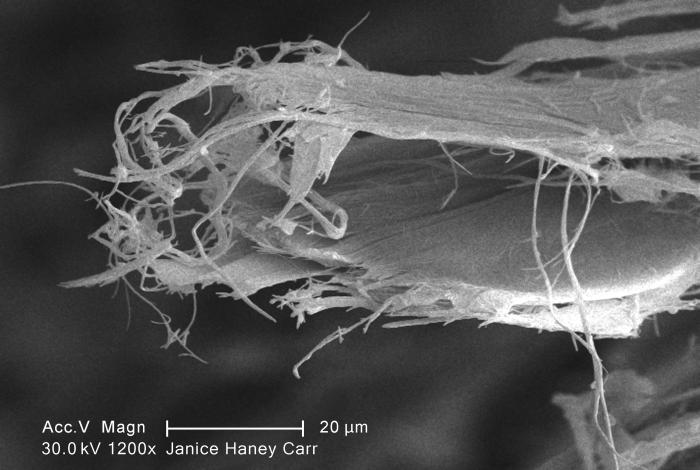
温石棉的扫描电子显微镜照片。

大块温石棉的硬度类似于人类的指甲，很容易碎成由微小纤维丝组成的纤维束。天然纤维束的长度从几毫米到十多厘米不等，然而工业处理过的温石棉纤维束通常较短。纤维束的直径是0.1 - 1µm,而单个纤维丝的直径更小，在0.02 - -0.03µm之间,每个纤维束含几十或几百个纤维丝。温石棉纤维具有相当大的抗拉强度，可以纺成线，织成布。它们也耐热，是优良的热、电、声绝缘体。

## 化学属性
温石棉的理想化学式是Mg3(Si2O5)(OH)4，虽然一些镁离子可以被铁离子或其他的阳离子替代。 氢氧根也会被氟离子，氧基或氯离子代替，但比较罕见的。 
温石棉能够耐强碱，但是纤维会受到酸的腐蚀，镁离子被酸选择性地溶解，留下一个二氧化硅的骨架。 温石棉的热稳定温度可达550 °C（1,022 °F），超过此温度后开始脱水，大约在 750 °C（1,380 °F）完成脱水， 最终产物为镁橄榄石 (硅酸镁)、二氧化硅和水。
温石棉脱水反应如下：
{\displaystyle {\ce {{\overset {Chrysotile\ (serpentine)}{2Mg3Si2O5(OH)4}}-> {\overset {Forsterite}{3Mg2SiO4}}+ {\overset {silica}{SiO2}}+ {\overset {water}{4H2O}}}}}
温石棉脱水反应相对应的反应是镁-橄榄石在溶解的二氧化硅 (硅酸)中的水解反应.

## 安全问题

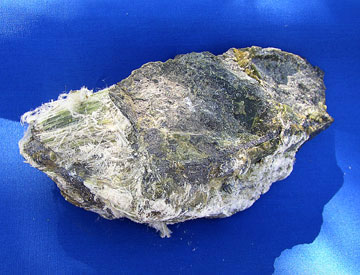
温石棉

与其他形式的石棉一起，温石棉已经被国际癌症研究机构 (IARC) 和美国卫生及公共服务部(Department of Health and human Services)列为人类致癌物之一。 这些机构的研究表明，“与石棉的接触和一些肺部疾病有直接关联，包括实质石棉肺、石棉相关的胸膜异常、 腹膜间皮瘤和肺癌，并且它可能与某些胸腔外部位的癌症有关”。 在其他科学出版物中，流行病学家发表了同行评议的科学论文，证实温石棉是胸腔间皮瘤的主要病因。
温石棉已经被建议列入在 《关于事先知情同意的鹿特丹公约》， 该公约是一项限制危险材料全球贸易的国际条约。 如果被列入，则只允许向明确同意进口的国家出口温石棉。加拿大是这种矿物质的主要生产国，因反对将温石棉列入《公约》而受到加拿大医学协会的严厉谴责。 

## 关于安全规定的批评

### 1990年代：加拿大-欧洲关贸总协定争端
1998年5月，加拿大要求世贸组织和欧洲委员会会就1996年法国禁止一切形式石棉的进口和销售进行协商。 加拿大认为，法国的措施违反了《卫生和植物检疫措施协定》和《技术性贸易壁垒协定》以及1994年的《关税及贸易总协定》。 欧共体声称存在更安全的替代材料来代替石棉。它强调，根据国际贸易条约的条款，法国的措施是没有歧视性的，完全有理由以公共卫生理由采取这些措施。欧共体进一步声称，在7月的协商中，它曾试图说服加拿大，这些措施是合理的，而且就在加拿大中断协商的时候，欧共体正在提交支持禁止石棉的大量科学数据。

### 2000年：加拿大的出口面临全球性的批评
在20世纪90年代末和21世纪初，加拿大政府继续声称温石棉比其他类型的石棉危害小得多。温石棉继续在加拿大各地的新建筑中使用，其使用方式与温石棉出口的方式非常相似。同样，加拿大自然资源公司曾说，构成石棉的一种纤维——温石棉(chrysotile)——并不像人们曾经认为的那么危险。根据2003年的一份简报，“当前的知识和现代技术可以成功地控制温石棉对健康和环境的潜在危害”。由加拿大政府提供部分资助的协会——温石棉协会(Chrysotile Institute)也明确表示，使用温石棉不会造成环境问题，而且使用温石棉的固有风险仅限于工作场所。
然而，在环保组织越来越多的批评下，2012年5月，加拿大政府停止了对温石棉研究所的资助。温石棉研究所现已关闭。
加拿大政府在温石棉问题上的立场继续受到国内外的批评，最近一次是在鹿特丹公约关于温石棉听证会的国际会议上。澳大利亚CFMEU工会指出，大多数温石棉出口产品流向发展中国家。加拿大向包括智利在内的一些国家和其他联合国成员国施加压力，要求它们避免禁止使用温石棉。2011年11月，澳大利亚上议院通过一项议案，要求加拿大政府停止支持石棉出口的政策。
2012年9月，魁北克和加拿大政府终止了对加拿大最后一个石棉矿的官方支持。